# Axelina Johansson
Pour les articles homonymes, voir Johansson.
Axelina Johansson (née le 20 avril 2000 à Hok) est une athlète suédoise, spécialiste du lancer du poids.

## Biographie
En 2021, Axelina Johansson termine deuxième de la compétition espoirs de la Coupe d'Europe des lancers, et troisième des championnats d'Europe espoirs.
Elle se classe 12e championnats du monde 2022 à Eugene et 7e des championnats d'Europe à Munich.
La 13 mai 2023 à Bloomington, elle porte le record de Suède à 19,54 m.

## Palmarès
| Date | Compétition                        | Lieu    | Résultat | Marque  |
| ---- | ---------------------------------- | ------- | -------- | ------- |
| 2021 | Coupe d'Europe des lancers espoirs | Split   | 2e       | 17,50 m |
| 2021 | Championnats d'Europe espoirs      | Tallinn | 3e       | 17,85 m |
| 2022 | Championnats du monde              | Eugene  | 12e      | 17,60 m |
| 2022 | Championnats d'Europe              | Munich  | 7e       | 18,04 m |
| 2023 | Jeux européens                     | Chorzów | 3e       | 18,32 m |
| 2024 | Championnats du monde en salle     | Glasgow | 8e       | 18,68 m |
| 2024 | Jeux olympiques                    | Paris   | 10e      | 18,03 m |

## Records
| Épreuve         | Épreuve   | Marque       | Lieu        | Date         |
| --------------- | --------- | ------------ | ----------- | ------------ |
| Lancer du poids | Plein air | 19,54 m (NR) | Bloomington | 13 mai 2023  |
| Lancer du poids | En salle  | 19,12 m      | Albuquerque | 11 mars 2023 |